# Escuelas Públicas del Condado de Clayton
Las Escuelas Públicas del Condado de Clayton (Clayton County Public Schools, CCPS) es un distrito escolar de Georgia, Estados Unidos, en Gran Atlanta. Tiene su sede en Jonesboro. El distrito sirve el Condado de Clayton, al sur de Atlanta, incluyendo Jonesboro, Forest Park, Lake City, Lovejoy, Morrow, y Riverdale.

## Escuelas

### Escuelas preparatorias
Del barrio:
- Drew High School
- Forest Park High School
- Jonesboro High School
- Lovejoy High School
- Morrow High School
- Mt. Zion High School
- Mundy's Mill High School
- North Clayton High School
- Riverdale High School

Alternativas:
- Elite Scholars Academy
- Fine Arts Magnet High School
- Open Campus High School/Eula Wilborn Ponds Perry Center for Learning and Alternative School Virtual Academy